# Patreon
Patreon (/ˈpeɪtriɒn/) är en plattform som tillhandahåller en möjlighet för innehållsskapare att erbjuda prenumerations- eller donationstjänster samt bygga relationer med, och tillhandahålla exklusivt material, till sina följare eller mecenater.
Patreon är populär bland videoskapare på YouTube, tecknare, skribenter, poddare, musiker och andra skapare som tillhandahåller sitt material på Internet. Skaparen kan få betalt antingen genom prenumerationer eller per skapat verk. Företaget skapades av musikern Jack Conte och utvecklaren Sam Yam år 2013 och är baserat i San Francisco.
Patreon erhåller en provision på 5% av varje donation samt 5% i en transaktionsavgift vilket resulterar i att skaparen erhåller 90% av donationen.
I en svensk undersökning från 2020 uppgav 3 procent av de svarande att de använde Patreon för att betala en upphovsman för att stödja deras produktion av innehåll.